# Lucas Euser
Lucas Euser (Napa, 5 december 1983) is een Amerikaans voormalig wielrenner die tot 2015 reed voor UnitedHealthcare. Eerder reed hij onder meer voor Garmin-Slipstream.

## Overwinningen
2006
Mount Tamalpais Hill Climb
2007
Mount Tamalpais Hill Climb
2008
4e etappe Ronde van Georgia (ploegentijdrit) (met David Zabriskie, Tom Danielson, Trent Lowe, Christian Vande Velde, Danny Pate en Tyler Farrar)
Univest Grand Prix

## Resultaten in voornaamste wedstrijden
| Jaar | Milaan-San Remo | Luik-Bast.‑Luik | Ronde van Lombardije | Waalse Pijl |  | WK op de weg |
| ---- | --------------- | --------------- | -------------------- | ----------- |  | ------------ |
| 2008 |                 |                 | 92e                  |             |  | 76e          |
| 2009 |                 | opgave          |                      | 108e        |  |              |
| 2010 |                 |                 |                      |             |  |              |
| 2011 |                 |                 |                      |             |  |              |
| 2012 |                 |                 |                      |             |  | opgave       |
| 2013 |                 |                 |                      |             |  |              |
| 2014 | opgave          |                 |                      | 139e        |  |              |
| 2015 |                 |                 | opgave               | opgave      |  |              |

## Ploegen
- 2005- Webcor Builders Cycling Team
- 2006- Team TIAA-CREF
- 2007- Team Slipstream
- 2008- Garmin/Chipotle presented by H3O
- 2009- Garmin-Slipstream
- 2010- SpiderTech powered by Planet Energy
- 2011- Team SpiderTech powered by C10
- 2012- SpiderTech powered by C10
- 2013- UnitedHealthcare Pro Cycling Team
- 2014- UnitedHealthcare Pro Cycling Team
- 2015- UnitedHealthcare Pro Cycling Team